# Mareuil-en-Dôle
Mareuil-en-Dôle ist eine französische Gemeinde mit 223 Einwohnern (Stand: 1. Januar 2022) im Département Aisne in der Region Hauts-de-France (frühere Region: Picardie). Sie gehört zum Arrondissement Château-Thierry und zum Kanton Fère-en-Tardenois. Die Einwohner werden als Mareuillois(es) bezeichnet.

## Geographie
Die Gemeinde Mareuil-en-Dôle am Waldgebiet Forêt de Dôle liegt rund 27 Kilometer nördlich von Château-Thierry und 21 Kilometer südöstlich von Soissons. Das Gemeindegebiet erstreckt sich im Norden bis an die Muze und die Bahnstrecke von La Ferté-Milon nach Bazoches-et-Saint-Thibaut, die dort auf die Strecke von Soissons nach Reims trifft. Zur Gemeinde gehören die Ortsteile Les Tournelles, La Neuville und Bayon sowie Bel-Air. Nachbargemeinden von Mareuil-en-Dôle sind Bruys im Norden, Chéry-Chartreuve im Nordosten und Osten. Seringes-et-Nesles im Süden, Fère-en-Tardenois im Südwesten, Loupeigne im Westen sowie Lhuys im Nordwesten.

## Bevölkerungsentwicklung
| Jahr                       | 1962 | 1968 | 1975 | 1982 | 1990 | 1999 | 2011 | 2022 |
| Einwohner                  | 226  | 176  | 148  | 150  | 181  | 184  | 261  | 223  |
| Quellen: Cassini und INSEE |      |      |      |      |      |      |      |      |

## Sehenswürdigkeiten
- Die Kirche Saint-Germain wurde nach erheblichen Kriegsschäden 1920 als Monument historique klassifiziert (Base Mérimée PA00115802).